# St. Peter und Paul (Bühl)

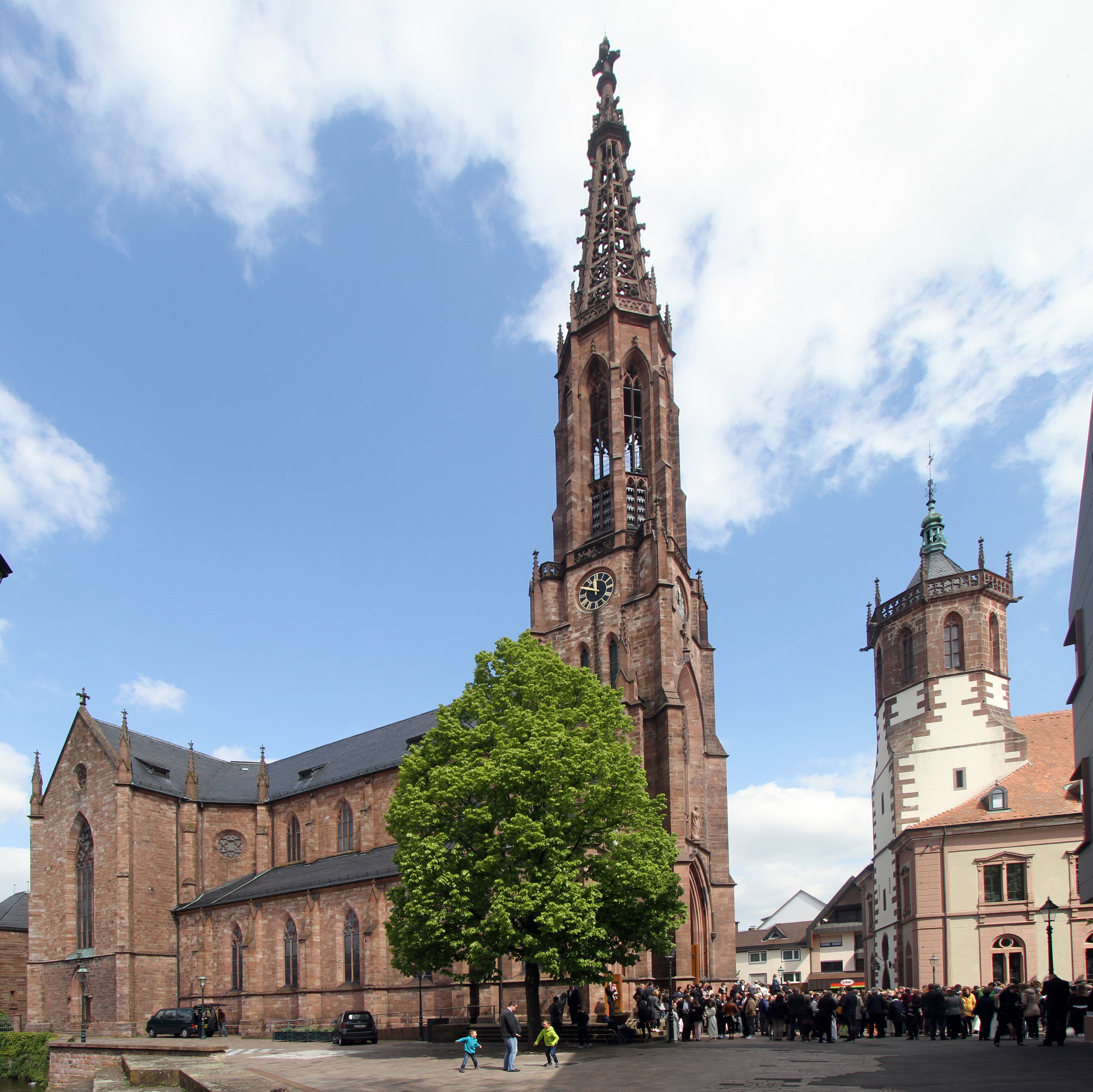
St. Peter und Paul, rechts das neue Rathaus mit dem Turm der ehemaligen Kirche

Das neugotische Münster St. Peter und Paul ist die römisch-katholische Pfarrkirche der Stadt Bühl. Sie ist 60 m lang, etwa 30 m breit und hat etwa 650 Sitzplätze. Der Turm ist 63 m hoch und hat einen durchbrochenen Helm, dieser ist bekrönt mit einer aus Stein gehauenen Kreuzblume. Er ist in verkleinertem Maßstab dem Turm des Freiburger Münsters nachempfunden. St. Peter und Paul ist die größte Kirche der Stadt Bühl und die Hauptkirche der Innenstadtgemeinde. Sie gehört zur Seelsorgeeinheit Bühl/Vimbuch im Dekanat Baden-Baden des Erzbistums Freiburg.

## Geschichte
Die Pfarrkirche oder das Münster St. Peter und Paul wurde von 1872 bis 1877 von Karl Dernfeld im Stil der Neugotik erbaut, mit einem dreischiffigen Hauptschiff, einem einschiffigen Querschiff und einem einschiffigen Chor. Sie ersetzte die alte, zwischen 1514 und 1524 gebaute Kirche, die zu klein geworden war und heute von der Stadtverwaltung genutzt wird. Die Grundsteinlegung der neuen Kirche fand am 17. August 1873 statt, die Weihe der Kirche am 6. Mai 1877. Im Zweiten Weltkrieg erlitt das Gebäude schwere Schäden. Bei den Reparaturarbeiten 1952–1958 wurde die neugotische Ausstattung und Ausmalung entfernt.

## Ausstattung

### Hauptportal
Über dem Spitzbogen des neugotischen Hauptportales steht das Bildnis der Gottesmutter Maria als Porta Caeli (Himmelspforte). Die Skulpturengruppe im Tympanon schuf der Bildhauer Hans Baur.

### Seitenportale
Über den beiden neugotischen Seitenportalen des Münsters stehen die beiden Patrone der Pfarrkirche die Heiligen Petrus und Paulus.

### Fenster
Die Kirchenfenster wurden 1950 von Professor Albert Burkart entworfen und neu gestaltet. Die Grundidee der neuen Kirchenfenster ist die Offenbarung Gottes im Alten und Neuen Testament.

Die neuen Fenster im Einzelnen: 
- Im Chor: Die Offenbarung Gottes im Alten und Neuen Testament. In den zwei äußersten Fenstern des Chores: sechs Einzeldarstellungen aus dem Alten Testament. Linkes Fenster, unten: Schöpfung – die Erschaffung des Menschen. Mitte: Sündenfall im Paradies. Oben: Vertreibung aus dem Paradies. Rechtes Fenster, unten: Opfer des Melchisedech. Mitte: Eherne Schlange mit Heilung der Kranken. Oben: Opfer Isaaks durch Abraham.

- Mittlere drei Chorfenster: Darstellungen aus dem Neuen Testament. Linkes Fenster, unten: Mariä Verkündigung. Mitte: Verkündigung der Geburt Christi durch einen Engel an die Hirten. Oben: Huldigung der heiligen Drei Könige.

- Mittelfenster über dem Tabernakel: Unten: Heiliges Abendmahl. Mitte: Kreuzopfer Christi. Oben: Auferstehung Christi. Rechtes Fenster, unten: Der Auferstandene überträgt Petrus das oberste Hirtenamt. Mitte: Himmelfahrt Christi. Oben: Sendung des heiligen Geistes – Maria mit den Jüngern.

- Seitenkapellen: Hl. Mutter Anna, betend mit und für ihr Kind Maria. Hl. Joseph als Handwerker, arbeitend mit dem Jesusknaben.

## Orgeln

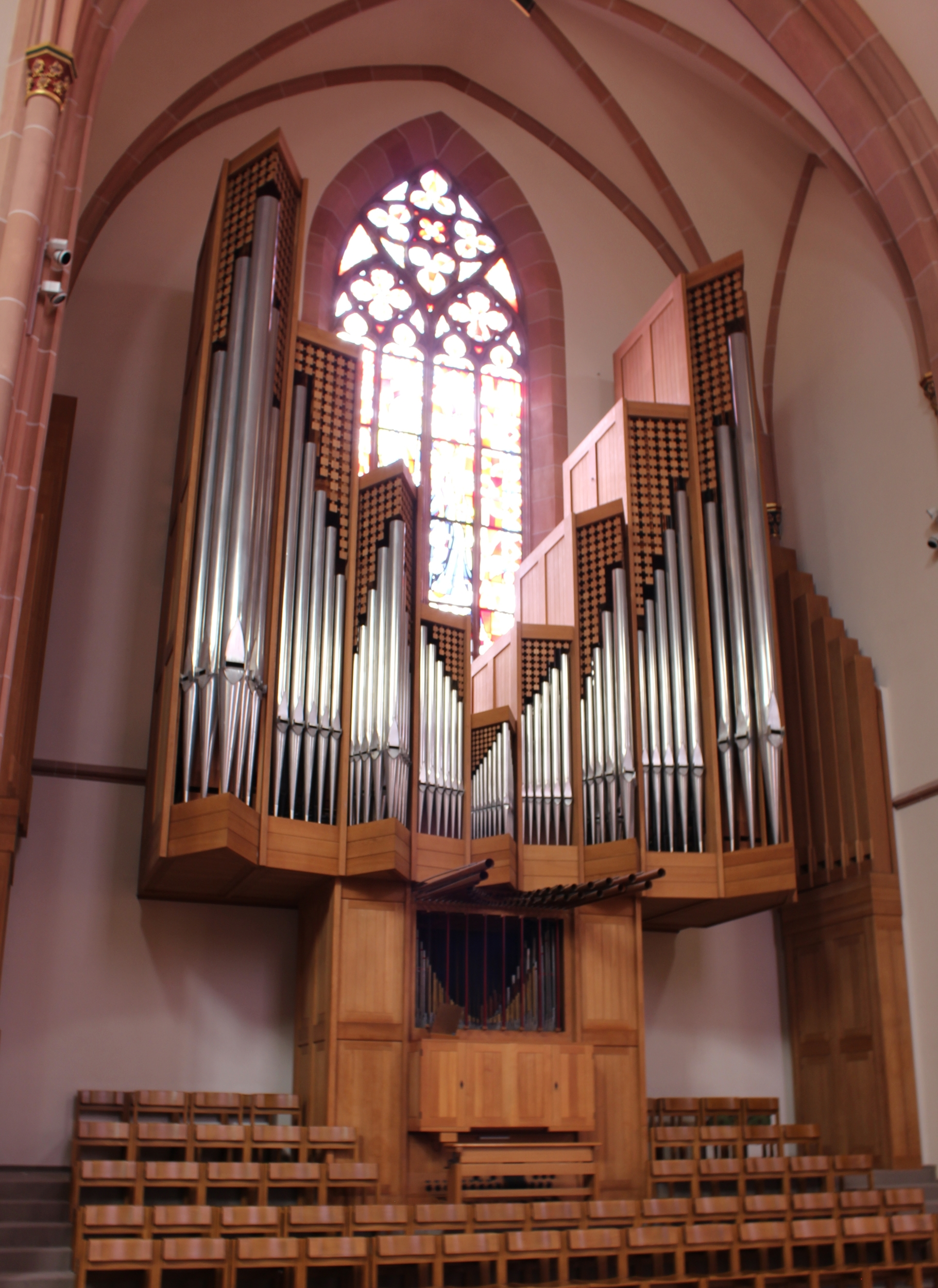
Marienorgel

Die Kirche besitzt zwei bedeutende Orgelwerke. Die Marienorgel im Chor ist ein im Jahr 1976 von der Fa. Rieger Orgelbau aus Schwarzach in Vorarlberg gebautes Instrument mit 48 Registern auf drei Manualen und Pedal. Die Orgel wurde 2001 von Matz & Luge renoviert und mit einer neuen Setzeranlage ausgestattet.
Auf der Hauptempore befindet sich noch die große 60-registrige historische Schwarz-Orgel in stillgelegtem, jedoch völlig originalem Zustand. Einst war dies die größte katholische Kirchenorgel in Baden. Dieses Instrument steht unter Denkmalschutz. Zur Sicherung dieses Kulturgutes hat sich im Jahr 2008 ein örtlicher Förderverein gegründet. 2021 wurde bekannt, dass die Orgel durch die Firma Orgelbau Matz & Luge aus Rheinmünster restauriert werden soll. Die Restaurierung findet in den Jahren 2022 bis 2024 statt. Als Termin für die neuerliche Einweihung ist Allerheiligen, der 1. November 2024 vorgesehen.

## Glocken

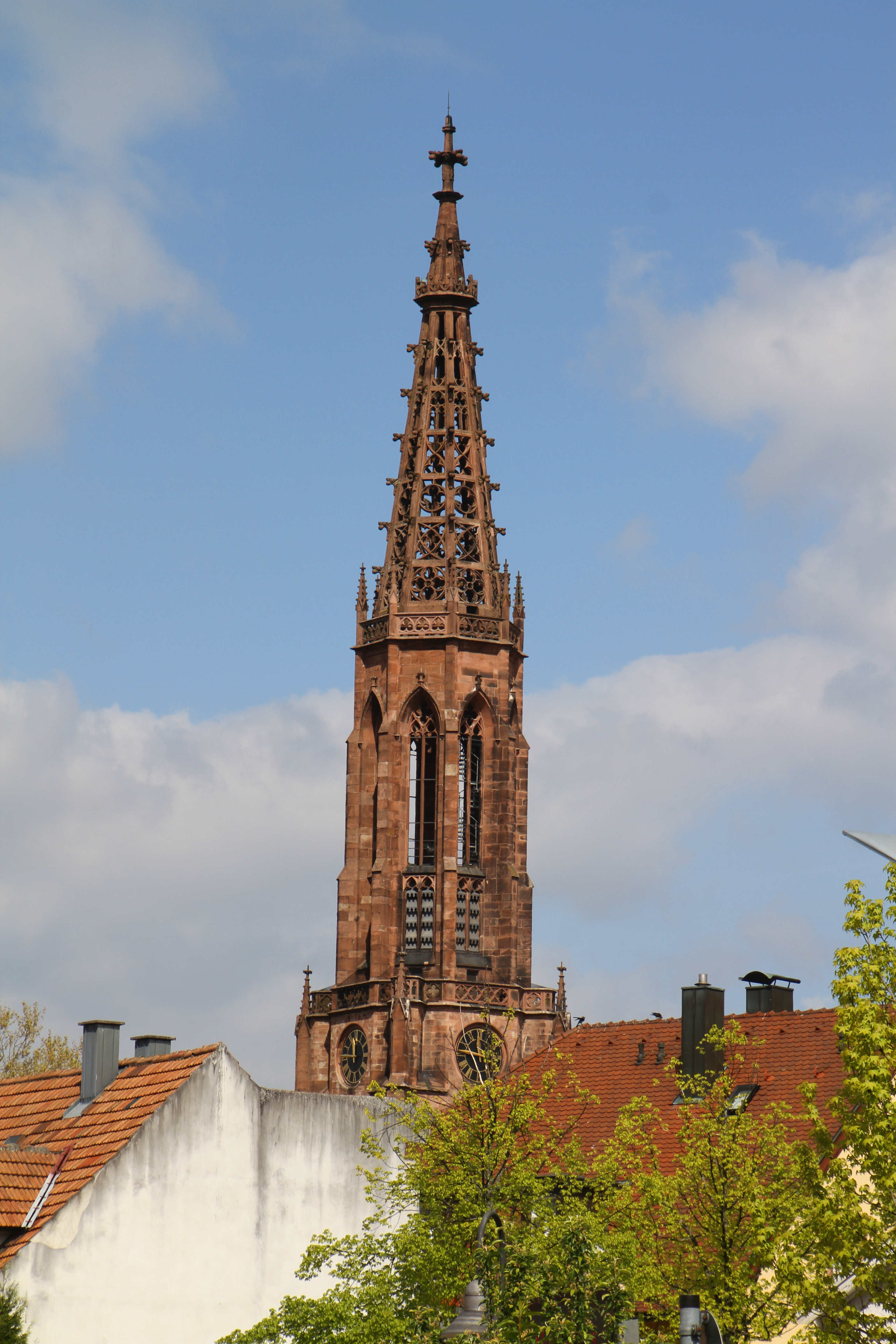
Münsterturm

Im Münsterturm hängen fünf Glocken. Diese neuen Glocken stammen aus dem Jahr 1950, sie wurden von der Friedrich Wilhelm Schilling in Heidelberg gegossen. Sie wurden am 26. März 1950 geweiht und in den Glockenturm gehängt.
| Nr. | Name        | Gewicht | Durchmesser | Schlagton | Inschrift                                                              |
| --- | ----------- | ------- | ----------- | --------- | ---------------------------------------------------------------------- |
| 1   | St Petrus   | 3003 kg | 1740 mm     | b°        | St. Petrus Fels und Fundament, im Streit der Zeit gib sicheres Geleit. |
| 2   | St. Paulus  | 1431 kg | 1360 mm     | d′        | St. Paulus, unser Stadtpatron, führe uns zum Gottessohn.               |
| 3   | St. Joseph  | 0824 kg | 1120 mm     | f′        | St. Josef! Sei Tröster im Tod, auch Helfer in Not.                     |
| 4   | Ave Maria   | 0593 kg | 1020 mm     | g′        | Ave Maria alle Tag, was auch das Leben bringen mag!                    |
| 5   | Schutzengel | 0332 kg | 0830 mm     | b′        |                                                                        |